# Open Source Development Labs
Open Source Development Labs (Laboratório de Desenvolvimento de Código Aberto) foi uma organização não governamental sem fins lucrativos, que entre outras coisas visa acelerar o desenvolvimento do Kernel do linux, núcleo utilizado para ser desenvolvidos diversos sistemas operacionais que concorrem com o Windows e macOS.
Atuando desde 2002 em 4 frentes de trabalho:
- Mobile Linux Initiative (MLI) - Iniciativa Linux para dispositivos Moveis
- Carrier Grade Linux (CGL) - Portabilidade de Aplicativos e Usuários para o Linux
- Data Center Linux (DCL) - Centros de Processamentos utilizando Servidores Linux
- Desktop Linux (DTL) - Linux para Estações de trabalho (Domestico e Empresarial)

Em 2007 a OSDL se fundiu à Linux Foundation.
1. ↑  «Linux Foundation Wordpress » Blog Archive » New Linux Foundation Launches – Merger of Open Source Development Labs and Free Standards Group». web.archive.org. 2 de julho de 2007. Consultado em 8 de setembro de 2020